# Royat
Royat település Franciaországban, Puy-de-Dôme megyében. Lakosainak száma 4420 fő (2022. január 1.). Royat Chamalières, Ceyrat, Orcines és Saint-Genès-Champanelle községekkel határos.

## Népesség
A település népessége az elmúlt években az alábbi módon változott:
| Lakosok száma | 4688 | 4775 | 4948 | 4651 | 4505 | 4359 | 4395 | 4403 | 4420 |
|               | 2013 | 2015 | 2016 | 2017 | 2018 | 2019 | 2020 | 2021 | 2022 |